# Колоњоле (Ливорно)
Колоњоле је насеље у Италији у округу Ливорно, региону Тоскана.
Према процени из 2011. у насељу је живело 128 становника. Насеље се налази на надморској висини од 208 м.